# اچ‌ام‌اس آلارم (۱۷۵۸)
اچ‌ام‌اس آلارم (۱۷۵۸) (به انگلیسی: HMS Alarm (1758)) یک کشتی بود که طول آن ۱۲۵ فوت (۳۸ متر) بود. این کشتی در سال ۱۷۵۸ ساخته شد.